# 현대 RM16
현대 RM15 (Racing Midship 15)는 컨셉트 카 로서 2016년 부산모터쇼를 통해 최초로 발표된 고성능 컨셉트 모델이다. 이후에 등장할 N 모델의 양산 차량에서 적용할 선행 개발 단계의 기술들을 적용해 실제 주행을 통한 테스트를 거치면서 기술과 기능을 검증하고 개량하는 과정에서 만들어진 차량이다. 현대자동차의 1세대 벨로스터 모델을 기반으로 제작되었다.

## RM15와의 차이점
2015년에 등장한 RM15대비 RM16는 이후 N 모델에 적용될 기술들이 본격적으로 투입되어 테스트를 시작한 모델이다, 터보차져 엔진이였던 RM15와는 다르게 전동식 슈퍼차져를 추가로 장착한 엔진을 탑재하여 출력을 향상시켰고 i30 N과 벨로스터 N을 통해 선보인 e-LSD가 적용되어 선회성능을 향상시켰다.
이외에도 주행 조건에 따라 능동적으로 변경되는 액티브 리어 스포일러, 운전자의 감성적인 측면에 대응하는 전자식 가변배기시스템과 주행모드에 따라서 변형되는 가변 볼스터를 적용한 스포츠 시트가 추가되었다.

## 상세
2016년 부산 모터쇼를 통해 일반에게 공개된 RM16은 프로젝트 RM의 세번째 모델로서 RM15와 마찬가지로 미드쉽 구조의 엔진 배치 레이아웃을 유지하면서, RM15대비 성능 및 주행 질감의 향상에 촛점을 맞추고 개발된 모델이다. 전작인 RM14에서 엔진 및 구동계에 큰 변화가 없었던 RM15 대비 출력이 향상된 전동식 슈퍼차져를 추가로 적용하여 중속 영역대의 가속 성능의 향상(60-100Km/h 14% 향상, 80-120km/h 17% 향상)을 일구어냈다.
구동계에 있어서도 RM16은 이후에 등장할 N 모델을 위한 선행개발 차량으로서 차후 적용 예정에 있는 e-LSD를 적용하여 이를 테스트하는 개발 임무를 수행, 이후 등장한 i30 N과 벨로스터 N, 아반떼 N과 코나 N에 이 기술이 적용되었다. 이외에도 전자식 가변배기시스템도 양산되는 N 모델에 적용된 기술로서 RM 시리즈가 몇 년 뒤 등장할 양산차의 기술 및 기능을 탑재하여 연구 개발에 투입된다는 사실이 다시금 증명 된 사례이기도 하다.
이외에도 레이스카에서 사용되는 서스펜션인 푸시로드 타입의 더블 위시본 서스펜션이 적용되어 주행 성능 및 코너링 성능에 대한 영향을 평가하는데 사용되었고, 주행 조건에 따라 에어로 다이나믹스 성능을 최적화 할 수 있는 가변형 액티브 리어 스포일러가 적용되어 테스트를 진행했다.

## 같이 보기
- 현대자동차
- 현대 N
- N DECODE